# Райт, Лео
Лео Райт (англ. Leo Wright), полное имя Лео Нэш Райт (англ. Nash Leo Wright; 12 декабря 1933, Уичито-Фолс, Техас, США — 4 января 1991, Вена, Австрия) — американский джазовый музыкант, джазмен, саксофонист (альт), флейтист и кларнетист.

## Биография
Родился 12 декабря 1933 года в Вичита-Фоллс, штат Техас. Его отец играл на альт-саксофоне с Boots and His Buddies. Во время Второй мировой войны учился играть у своего отца в Калифорнии. Вернувшись в Техас для окончания школы, учился у Джона Харди. Посещал колледж Гастон-Тиллитсон и Университет штата Калифорния в Сан-Франциско; потом играл с Сондерсом Кингом в Сан-Франциско.
Переехал в Нью-Йорк, где играл с Чарльзом Мингуса. В августе 1959 году стал участником известного квинтета Диззи Гиллеспи. В 1960 году записал свой самый известный альбом Blues Shoutна лейбле Atlantic вместе с группой, к которому проникли кроме него, пианист Джуниор Мэнс, ударник Чарли Персип, басист Арт Дэвис, трубач Ричард Уильямс.
В 1962 году, когда Гиллеспи распустил свой квинтет, решил остаться в Европе. Играл с Кенни Берреллом, Глорией Коулмен, и немного вместе со своим собственным квинтетом. В 1962-63-х записывался с Лало Шифрином, Джеком Мак-Даффом, Джимми Уизерспуном, Джонни Коулсом, Антонио Карлосом Жобимом, Бобом Брукместером.
После гастролей в Европе в 1963 году, в основном выступал в Скандинавии. Позже работал на Blue Note в Берлине, Германия, где и впоследствии поселился. Стал музыкантом штатной группы в клубе Dug's и Radio Free Studio Berlin Band, в котором выступал на протяжении десяти лет. Записывался с Георгом Грунтцом (1965), Ли Конитцом (1968). Переехал в Австрии. Играл и записывался с Рэдом Гарлендом в Corner Keystone в Сан-Франциско (1978). Фактически завершил музыкальную карьеру в 1979 году, однако в 1986 году выступил на нескольких концертах в составе Paris Reunion Band, в который вошли корнетист Нет Эддерли и пианист Кенни Дрю.
В последующие годы и до самой смерти играл и записывался со своей женой, певицей Элли Райт. Его автобиография, «Бог — мой антрепенер», была опубликована посмертно в издательстве Bayou Press в конце 1991 года. Свой последний запись сделал на альбоме свое жены Listen to My Plea. Умер 4 января 1991 года в Вене в возрасте 57 лет.

## Дискография
- Blues Shout (Atlantic, 1960)
- Suddenly the Blues (Atlantic, 1961)
- Soul Talk (Vortex, 1963)
- Modern Jazz Studio Number 4 (Amiga, 1965 [1970])
- Flute + Alto — Sax (Amiga, 1965 [1967])
- Alto Summit (MPS, 1968) с Ли Конитцем, Пони Пойндекстером и Филом Вудсом
- It's All Wright (MPS, 1972)
- Evening Breeze (Roulette, 1977)
- New Horn in Town/Blues Shote (Fresh Sound, 2012)